# Papyrus 82
Papyrus 82 (nummering van Gregory-Aland, of {\displaystyle {\mathfrak {P}}}82, is een oud handschrift in het Grieks op papyrus van het Nieuwe Testament. Op grond van schrifttype is het gedateerd als 4e/5e-eeuws. De tekst is Lucas 7:32-34,37-38 Het wordt bewaard in de Universiteitsbibliotheek (P. Gr. 2670) in Straatsburg.

## Tekst
De Griekse tekst van deze codex is een vertegenwoordiger van de Alexandrijnse tekst. Aland plaatst het in Categorie II.